# 千歳船橋駅

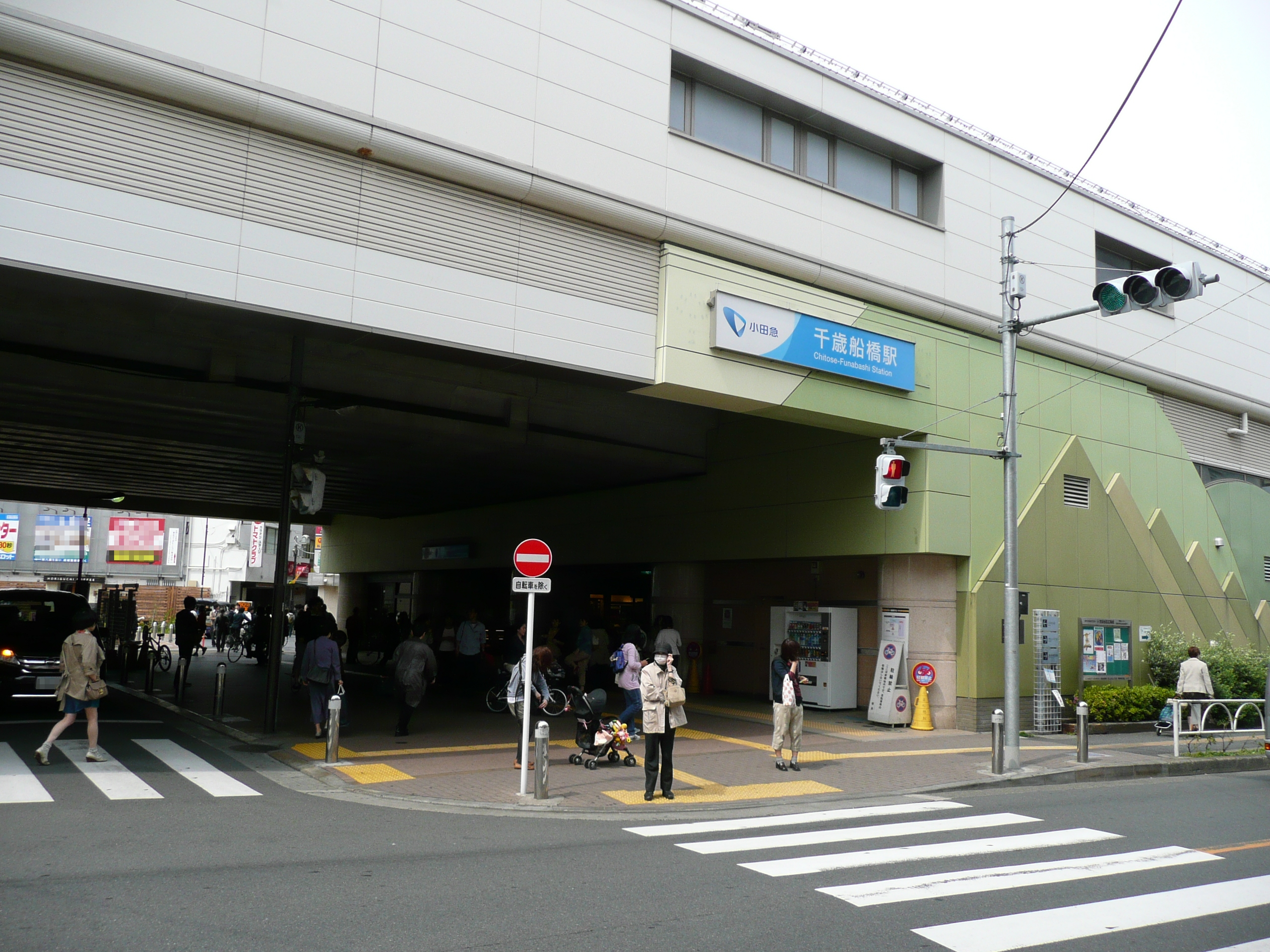
南口（2011年4月）

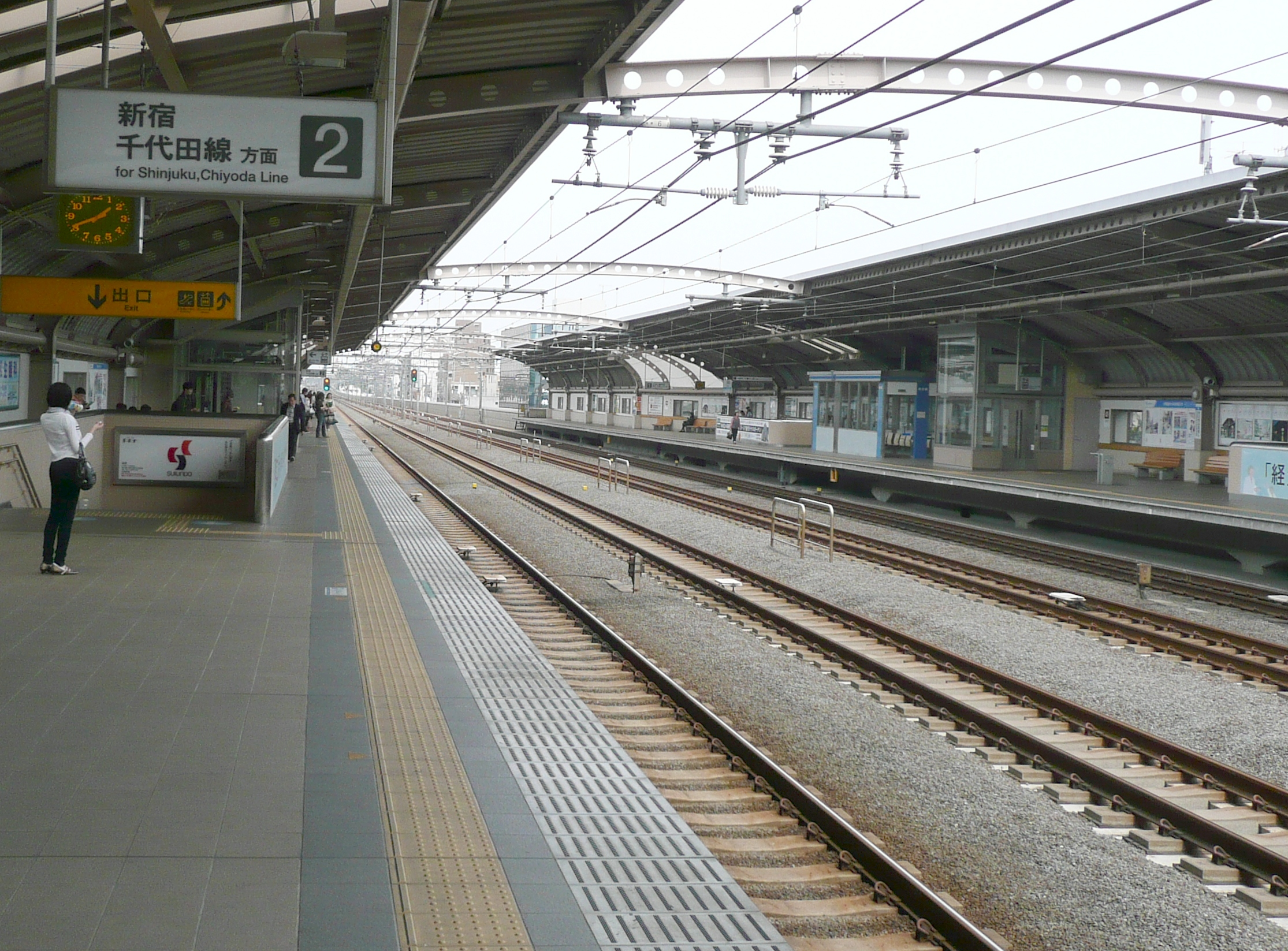
ホーム（2011年4月）

千歳船橋駅（ちとせふなばしえき）は、東京都世田谷区船橋一丁目にある、小田急電鉄小田原線の駅である。駅番号はOH 12。

## 歴史

### 年表
- 1927年（昭和2年）4月1日：開設[1]。
- 1937年（昭和12年）9月1日：片瀬江ノ島駅行「直通」の停車駅となる（小田原方面行「直通」は通過）。
- 1948年（昭和23年）9月：「準急」新設、停車駅となる。
- 1998年（平成10年）4月16日：高架複々線化事業に伴う駅舎外観デザイン決定[2]。
- 2001年（平成13年）10月28日：下り線高架化[3][4]。
- 2002年（平成14年）7月28日：上り線高架化（仮設ホームで営業）[3][4][5]。
- 2003年（平成15年）12月14日：上り線ホームを本設ホームへ移設[4]。
- 2004年（平成16年）
  - 5月23日：上り急行線使用開始（上り2線化完成）[4]。
  - 9月26日：下り急行線使用開始（複々線化完成）[4]。
  - 12月11日：区間準急新設、停車駅となる[6]。
- 2014年（平成26年）1月：OH 12の駅ナンバリング導入、使用開始[7]。
- 2016年（平成28年）3月26日：区間準急廃止、再度各停のみ停車となる[8]。
- 2018年（平成30年）3月17日：準急の停車駅となり、同時に東京メトロ千代田線直通列車（準急および全区間各停）停車開始[9]。
- 2019年（令和元年）11月24日：「知床旅情」の接近メロディが使用開始[10]。
- 2025年（令和7年）6月19日：ホームドアの使用を開始[11]。

### 駅名の由来
元々は駅所在地付近が湿地帯であったため「船橋」を架けて交通の便を図ったことにより、船橋村と名付けられた。その後「千歳村」への合併を経て世田谷区船橋となったことによる（船橋 (世田谷区)#地名の由来も参照）。
- 同じく「千歳」の地名を冠する京王線千歳烏山駅へはバスが運行されている（#バス路線 を参照）。
- 鉄道事業者の制服を模したフィギュアシリーズ『鉄道むすめ』に登場する小田急女性駅員の「船橋ちとせ」の名前は、当駅に由来する。

## 駅構造
間に通過線（急行線）を挟んだ相対式ホーム2面4線を有する高架駅。ホーム有効長は10両分であるが、2012年（平成24年）3月ダイヤ改正まで上りホームは10両での定期列車が停車せず、後ろ2両分は立入禁止となっていた。

### のりば
| ホーム | 路線      | 方向 | 軌道   | 行先                   |
| ------ | --------- | ---- | ------ | ---------------------- |
| 1      | 小田原線  | 下り | 緩行線 | 小田原・片瀬江ノ島方面 |
| 通過線 | □小田原線 | 下り | 急行線 | （下り列車通過）       |
| 通過線 | □小田原線 | 上り | 急行線 | （上り列車通過）       |
| 2      | 小田原線  | 上り | 緩行線 | 新宿・ 千代田線方面    |

※下り東北沢駅 - 登戸駅間、上り向ヶ丘遊園駅 - 東北沢間急行線・緩行線は原則として以下の通りに使い分けられている。
〔急行線〕
□特急ロマンスカー・■快速急行・□通勤急行・■急行が使用する。成城学園前駅 - 当駅 - 経堂駅間のみ□通勤準急も使用する。
〔緩行線〕
■準急・■各停が使用する。□通勤準急も上記以外の区間で使用する。
但し、千代田線直通上り■急行は、経堂駅以東で緩行線を使用する。

### 駅改札内設備
改札口は1F、ホームは2Fにある。待合室は各ホーム中程に設置されている。トイレは改札を入った正面にあり、多機能トイレを併設している。エレベーターとエスカレーターは改札内コンコースとホーム間を連絡する。
2013年度（平成25年度）設備投資計画で行先案内表示器新設が盛り込まれ、同年12月7日より使用開始した。

### 駅構内店舗
駅構内の店舗は全て1Fにあり、セブン-イレブン（旧・Odakyu SHOP）とドンクエディテ（旧・HOKUO）が改札外のみ、ドトールコーヒーが改札内外双方より利用可能。

## 利用状況
2024年度（令和6年度）の1日平均乗降人員は55,873人である（小田急線全70駅中19位）。
2018年（平成30年）3月17日ダイヤ改正で当駅と祖師ヶ谷大蔵駅、狛江駅が準急の停車駅となったため、現在は各停と準急のみが停車する駅の中では最も多い。各停の停車駅であった当時、2015年度（平成27年度）に準急停車駅の小田急相模原駅を上回った。
近年の1日平均乗降・乗車人員の推移は以下の通り。
| 年度               | 1日平均 乗降人員 | 1日平均 乗車人員 | 出典     |
| ------------------ | ---------------- | ---------------- | -------- |
| 1956年（昭和31年） |                  | 9,582            | [ * 1 ]  |
| 1957年（昭和32年） |                  | 8,269            | [ * 2 ]  |
| 1958年（昭和33年） |                  | 11,298           | [ * 3 ]  |
| 1959年（昭和34年） |                  | 12,533           | [ * 4 ]  |
| 1960年（昭和35年） | 26,906           | 13,364           | [ * 5 ]  |
| 1961年（昭和36年） | 28,187           | 14,319           | [ * 6 ]  |
| 1962年（昭和37年） | 30,438           | 15,497           | [ * 7 ]  |
| 1963年（昭和38年） | 33,804           | 16,906           | [ * 8 ]  |
| 1964年（昭和39年） | 36,023           | 17,949           | [ * 9 ]  |
| 1965年（昭和40年） | 36,887           | 18,468           | [ * 10 ] |
| 1966年（昭和41年） | 38,213           | 19,205           | [ * 11 ] |
| 1967年（昭和42年） | 38,962           | 19,608           | [ * 12 ] |
| 1968年（昭和43年） | 39,574           | 19,916           | [ * 13 ] |
| 1969年（昭和44年） | 40,702           | 20,474           | [ * 14 ] |
| 1970年（昭和45年） | 40,878           | 20,964           | [ * 15 ] |
| 1971年（昭和46年） | 42,123           | 21,471           | [ * 16 ] |
| 1972年（昭和47年） | 45,640           | 23,493           | [ * 17 ] |
| 1973年（昭和48年） | 47,368           | 24,265           | [ * 18 ] |
| 1974年（昭和49年） | 49,488           | 25,245           | [ * 19 ] |
| 1975年（昭和50年） | 50,026           | 25,332           | [ * 20 ] |
| 1976年（昭和51年） | 50,087           | 25,405           | [ * 21 ] |
| 1977年（昭和52年） | 49,684           | 25,090           | [ * 22 ] |
| 1978年（昭和53年） | 49,304           | 25,176           | [ * 23 ] |
| 1979年（昭和54年） | 48,639           | 24,718           | [ * 24 ] |
| 1980年（昭和55年） | 48,127           | 24,733           | [ * 25 ] |
| 1981年（昭和56年） | 49,452           | 25,018           | [ * 26 ] |
| 1982年（昭和57年） | 49,234           | 24,920           | [ * 27 ] |
| 1983年（昭和58年） | 48,842           | 24,703           | [ * 28 ] |
| 1984年（昭和59年） | 49,751           | 25,047           | [ * 29 ] |
| 1985年（昭和60年） | 50,315           | 25,668           | [ * 30 ] |
| 1986年（昭和61年） | 51,592           | 26,374           | [ * 31 ] |
| 1987年（昭和62年） | 51,801           | 26,430           | [ * 32 ] |
| 1988年（昭和63年） | 52,318           | 26,790           | [ * 33 ] |
| 1989年（平成元年） | 52,073           | 26,589           | [ * 34 ] |
| 1990年（平成02年） | 52,677           | 26,886           | [ * 35 ] |
| 1991年（平成03年） | 53,322           | 27,138           | [ * 36 ] |
| 1992年（平成04年） | 52,526           | 26,696           | [ * 37 ] |
| 1993年（平成05年） | 51,473           | 26,011           | [ * 38 ] |
| 1994年（平成06年） | 50,533           | 25,414           | [ * 39 ] |
| 1995年（平成07年） | 49,600           | 25,002           | [ * 40 ] |
| 1996年（平成08年） | 49,297           | 24,847           | [ * 41 ] |
| 1997年（平成09年） | 47,464           | 24,350           | [ * 42 ] |
| 1998年（平成10年） | 47,341           | 24,244           | [ * 43 ] |
| 1999年（平成11年） | 46,674           | 24,074           | [ * 44 ] |
| 2000年（平成12年） | 47,009           | 24,178           | [ * 45 ] |
| 2001年（平成13年） | 46,751           | 23,907           | [ * 46 ] |
| 2002年（平成14年） | 46,738           | 23,925           | [ * 47 ] |
| 2003年（平成15年） | 46,764           | 23,937           | [ * 48 ] |
| 2004年（平成16年） | 46,724           | 23,818           | [ * 49 ] |
| 2005年（平成17年） | 47,256           | 24,121           | [ * 50 ] |
| 2006年（平成18年） | 48,970           | 24,969           | [ * 51 ] |
| 2007年（平成19年） | 50,966           | 26,000           | [ * 52 ] |
| 2008年（平成20年） | 51,531           | 26,189           | [ * 53 ] |
| 2009年（平成21年） | 51,516           | 26,158           | [ * 54 ] |
| 2010年（平成22年） | 51,663           | 26,201           | [ * 55 ] |
| 2011年（平成23年） | 51,990           | 26,365           | [ * 56 ] |
| 2012年（平成24年） | 53,720           | 27,233           | [ * 57 ] |
| 2013年（平成25年） | 55,104           | 27,935           | [ * 58 ] |
| 2014年（平成26年） | 54,885           | 27,750           | [ * 59 ] |
| 2015年（平成27年） | 56,293           | 28,451           | [ * 60 ] |
| 2016年（平成28年） | 57,112           | 28,856           | [ * 61 ] |
| 2017年（平成29年） | 58,019           | 29,274           | [ * 62 ] |
| 2018年（平成30年） | 60,091           | 30,304           | [ * 63 ] |
| 2019年（令和元年） | 60,683           | 30,582           | [ * 64 ] |
| 2020年（令和02年） | 44,739           | 22,553           | [ * 65 ] |
| 2021年（令和03年） | 47,665           |                  |          |
| 2022年（令和04年） | 51,828           |                  |          |
| 2023年（令和05年） | 54,215           |                  |          |
| 2024年（令和06年） | 55,873           |                  |          |

## 駅周辺

駅改札口前の『屋根の上のヴァイオリン弾き』の主人公テヴィエ役の森繁久彌像

駅の南北には商店街が広がり、駅周辺は「ちとふな」の愛称で親しまれている。 南口東方向にタクシー乗り場がある。
- 森繁通り：俳優森繁久彌が私邸を構えていたことより、世田谷区より正式に命名された[17]。
- 環八通り
- 荒玉水道道路
- 千歳通り
- 城山通り
- 日本中央競馬会 馬事公苑
- ユニクロ 世田谷千歳台店
- 東京都立千歳丘高等学校
- 東京農業大学
- 大東学園高等学校
- 警視庁 成城警察署
- 公立学校共済組合関東中央病院
- Odakyu OX 千歳船橋店
- 東京都発達障害者支援センター
- 世田谷区桜丘区民センター
  - 世田谷区立桜丘図書館
- 千歳船橋駅前郵便局
- 世田谷船橋郵便局
- 世田谷桜丘二郵便局
- 世田谷桜丘三郵便局
- 世田谷桜丘五郵便局

### バス路線
駅前に小田急バス・京王バス・東急バス路線が乗り入れる。停留所名は東急バスのみ「千歳船橋」である他は「千歳船橋駅」である。

#### 小田急バス
- 梅01：梅ヶ丘駅北口行（本数少）
- 経01：経堂駅行
- 歳20：成城警察署前経由 成城学園前駅西口行
- 歳21：成城学園前駅西口行
- 歳22：希望ヶ丘団地循環 千歳船橋駅行（本数少）
- 歳24：成城警察署前経由 希望ヶ丘団地行
- 歳25：船橋交番経由 希望ヶ丘団地行

#### 京王バス
- 丘22：つつじヶ丘駅北口行
- 歳23：千歳烏山駅行

#### 東急バス
- 園01：田園調布駅行
- 用01：用賀駅行 / 祖師ヶ谷大蔵駅行
- 渋23：渋谷駅行 / 祖師ヶ谷大蔵駅行

## 隣の駅
小田急電鉄
 小田原線

■快速急行・□通勤急行・■急行・□通勤準急
通過
■準急・■各駅停車
経堂駅 (OH 11) - 千歳船橋駅 (OH 12) - 祖師ヶ谷大蔵駅 (OH 13)